# بردولی
بردولی (به انگلیسی: Bardoli) یک منطقهٔ مسکونی در هند است که در Bardoli Taluka واقع شده‌است. بردولی ۴۶ کیلومتر مربع مساحت و ۴٬۷۵٬۹۶۳ نفر جمعیت دارد و ۲۲ متر بالاتر از سطح دریا واقع شده‌است.